# Horst von Bassewitz
Horst von Bassewitz (* 9. Januar 1932 in Ludwigslust; † 24. August 2020) war ein deutscher Architekt.

## Leben
Horst von Bassewitz war Sohn von Barthold von Bassewitz (1902–1992) und Hedwig Schröder (1903–1966). Horst von Bassewitz studierte von 1953 bis 1959 an der TU Braunschweig und wurde nach seinem Abschluss als Diplom-Ingenieur Mitarbeiter, später Assistent des Lehrstuhls seines Professors Dieter Oesterlen. Horst von Bassewitz heiratete 1961  Renate von Bonin (1935–2001).
Ab 1965 arbeitete er im Kieler Architekturbüro Schnittger, von 1967 bis 1974 zusammen mit Carl-Friedrich Fischer in Hamburg im Büro „Fischer-Bassewitz“.
Seit 1974 war von Bassewitz im Büro „von Schramm, Pempelfort und Hupertz“ tätig. Name und Zusammensetzung des Büros änderten sich allerdings mehrfach. 1989 wurde Heiner Limbrock, seit 1986 Mitarbeiter, neuer Partner des Büros. Nach dem Rückzug von Jost Schramm firmierte das Büro in der Rechtsform einer GmbH als „BHL – von Bassewitz, Hupertz, Limbrock“. 2003 zogen sich Horst von Bassewitz und Stephan Hupertz aus dem Büro zurück, das inzwischen „limbrock tubbesing“ heißt.
Bassewitz gründete 2006 mit Anna Katharina Zülch das Büro B&Z Architekten. Schwerpunkte dieses Büros waren Altbausanierung und Denkmalschutz.
Bassewitz war Mitglied der Freien Akademie der Künste Hamburg, des Bauausschusses der Nordelbischen Landeskirche, des Deutschen Nationalkomitees für Denkmalschutz, des Bundes Deutscher Architekten und der Deutschen Akademie für Städtebau und Landesplanung. Er war Vorsitzender der Wissenschaftlichen Kommission der Deutschen Stiftung Denkmalschutz.

## Werke

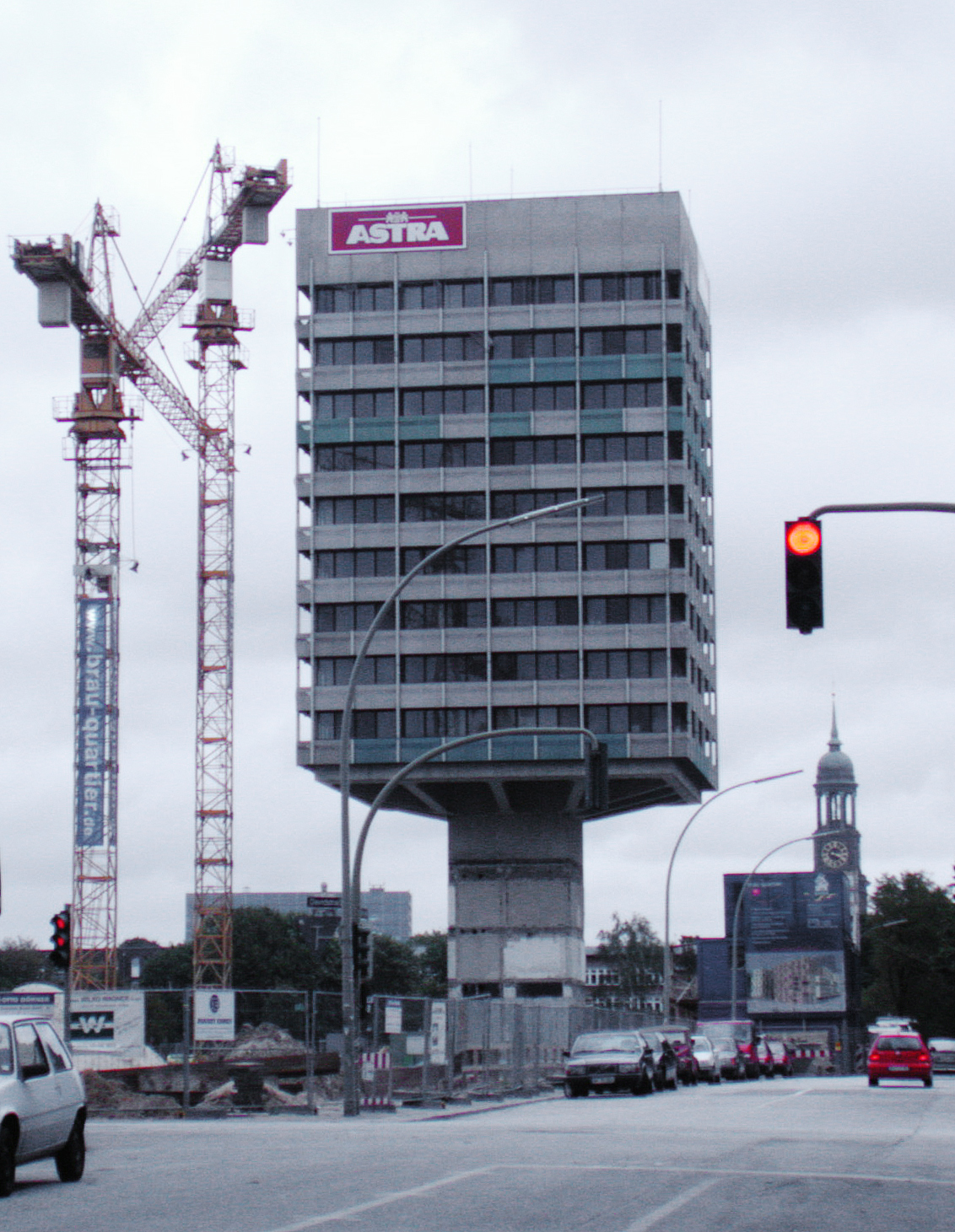
Astra-Turm

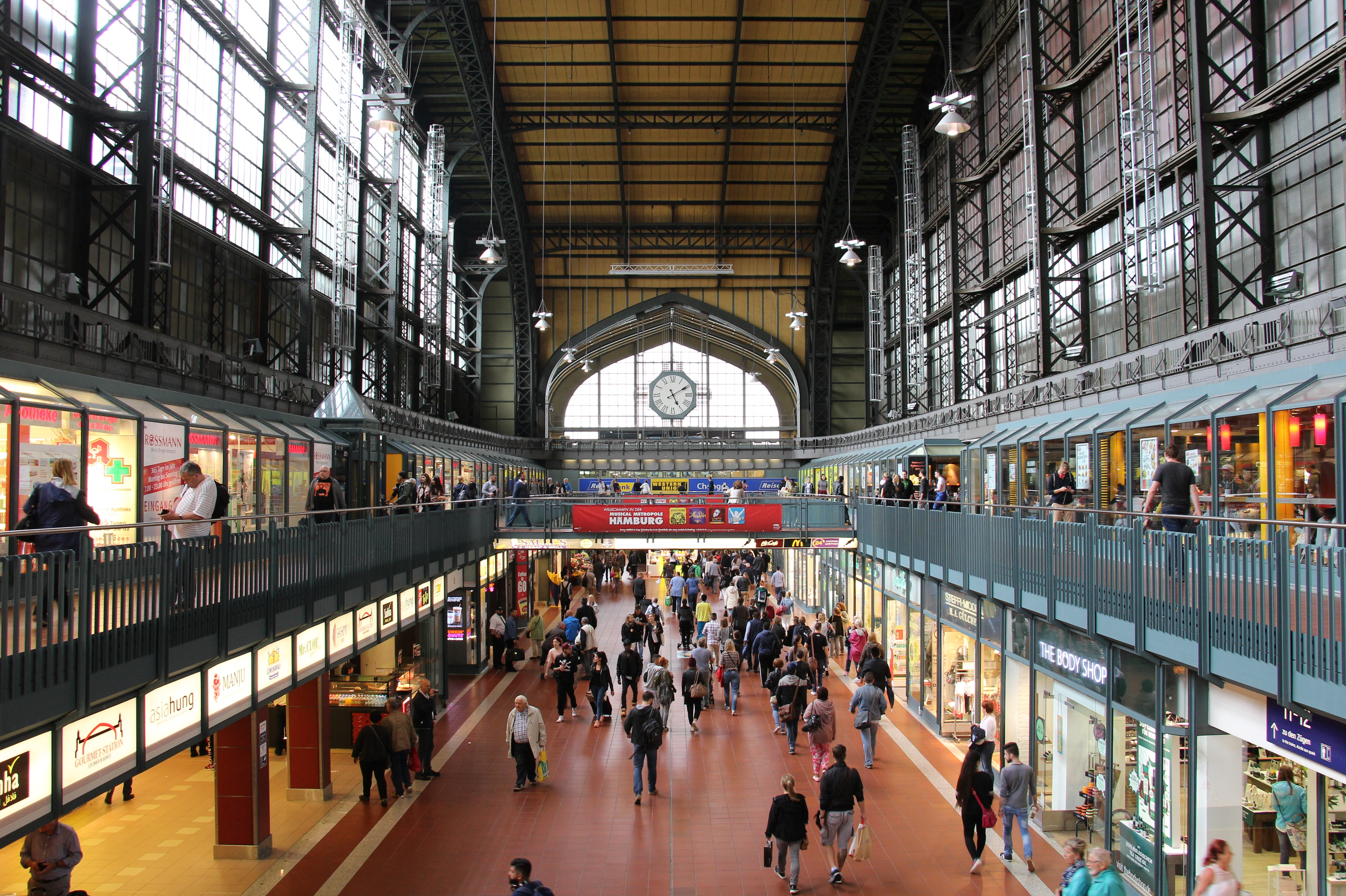
Wandelhalle im Hamburger Hauptbahnhof

Nach Entwürfen von Bassewitz entstanden zahlreiche Verwaltungs-, Schul- und Wohngebäude, meist in Hamburg, viele davon zusammen mit Carl Friedrich Fischer (Büro „Fischer-Bassewitz“):
- 1970: Astra-Turm für die Bavaria-Brauerei (Astra-Bier) in Hamburg-St. Pauli, 2005 abgerissen und durch ein Gebäude gleichen Namens ersetzt.
- 1971: Hotel Intercontinental in Hamburg zusammen mit „Matthaei & Elscher“ und „Hartwig & Ott“,  2014 abgerissen (siehe „The Fontenay“)
- 1974: Wohnanlage „Hexenberg“ zwischen Hamburg-Altona und St. Pauli zusammen mit dem Büro „Werner Kallmorgen“. Auszeichnung „Vorbildliche Bauten“ der Hamburger Baubehörde.
- 1978–1983: Bahnhof Hamburg-Hammerbrook,[3] Architektengemeinschaft Schramm, Pempelfort, von Bassewitz und Hupertz
- 1985–1991: Wandelhalle im Hauptbahnhof Hamburg[3]

## Auszeichnungen
- 1987: Heinrich-Tessenow-Medaille der Alfred-Toepfer-Stiftung F.V.S., Hamburg.
- 2015: Silberne Halbkugel des Deutschen Preises für Denkmalschutz.
- 2019: Plakette der Freien Akademie der Künste in Hamburg in „Anerkennung seiner mehr als 50 Jahre währenden herausragenden Leistungen auf dem Gebiet der Baukunst und Denkmalpflege“[5]